# Limmenius porcellus
Limmenius là một chi của gấu nước thuộc ngành Tardigrada, lớp Eutardigrada với một loài duy nhất, Limmenius porcellus.